# 高曲伸和
高曲 伸和（たかまがり のぶかず、1988年6月20日 - ）は、日本のバリトン歌手・指揮者。
兵庫県出身。一般社団法人アンサンブル・フロット代表理事・音楽監督、大阪音楽大学演奏員、日本指揮者協会会員、NPO法人関西音楽人クラブ運営委員。

## 来歴
同志社高等学校を経て大阪音楽大学卒業、大阪音楽大学大学院修了。

### 歌手として
大学院では歌曲研究室に所属、学生時代よりオペラではなく研究の中心を歌曲や宗教曲として活動を続けている。
大学院修了後は奨学金を得てオランダへ留学。マックス・ファン・エグモントの元で研鑽を積む。
2014年10月「マタイ受難曲」（住友生命いずみホール）は「充実の歌唱」と音楽之友誌上に掲載された他、宗教曲での活動が多い。
またブロードウェイミュージカル『二都物語』（新国立劇場）に主演するなど、ミュージカルの分野でも活躍。

### 指揮者として
自ら組織したアンサンブル・フロットと共に宗教曲など声楽作品を振り出しに、現在ではプロ・オーケストラにも多数客演、文化庁主催青少年のための音楽教育プログラムで全国各地へ巡回公演するなど活動は幅広い。
2021年ベガメサイア（宝塚ベガ・ホール）指揮者就任。
宝塚歌劇団でも録音音楽指揮など担当。

## 出演

### 演奏会
- シャルパンティエ「テ・デウム」バスソロ・指揮
- シャルパンティエ「真夜中のミサ」バスソロ・指揮
- ヴィヴァルディ｢グローリア｣指揮
- ヴィヴァルディ｢四季｣指揮
- バッハ｢マニフィカト｣指揮
- バッハ｢クリスマス・オラトリオ｣指揮
- バッハ「マタイ受難曲」イエス・指揮
- バッハ「ヨハネ受難曲」イエス・指揮
- バッハ｢ロ短調ミサ｣指揮
- ヘンデル｢アン王女のためのオード｣指揮
- ヘンデル「メサイア」バスソロ・指揮
- ペルゴレージ｢スターバト・マーテル｣指揮
- ハイドン｢ネルソンミサ｣指揮
- ハイドン「天地創造」ラファエル・アダム
- モーツァルト「レクイエム」バスソロ・指揮
- ベートーヴェン「交響曲第9番」バリトンソロ・指揮
- フォーレ「レクイエム」バリトンソロ・指揮
- ブルックナー｢テ・デウム｣指揮

### オペラ
- 「ドン・ジョヴァンニ」マゼット（ザ・カレッジ・オペラハウス）
- 「フィガロの結婚」フィガロ（大阪音楽大学ミレニアムホール）
- 「魔笛」弁者（京都府立文化芸術会館、大阪音楽大学ミレニアムホール）、パパゲーノ（大阪音楽大学ミレニアムホール）、指揮（豊中市立ローズ文化ホール）
- 「ヘンゼルとグレーテル」ペーター（兵庫県立芸術文化センター）
- 「カルメン」エスカミリオ（京都コンサートホール）、指揮（プレラホール）
- 「こうもり」指揮（ザ・カレッジ・オペラハウス、京都文化博物館別館ホール、うはらホール）、アイゼンシュタイン（大阪音楽大学ミレニアムホール）、ファルケ（京都府立文化芸術会館）
- 「天国と地獄」プリュトン（ザ・カレッジ・オペラハウス）
- 「宮廷楽師長」表題役（大阪俱楽部）
- ｢電話｣ベン（ムーブ21）

### ミュージカル
- 「二都物語」シドニー・カートン（新国立劇場・オリックス劇場）
- 「神の道化師」ジョバンニ（RaiBoC Hall）
- 「ガラシャ」フローレンス（兵庫県立芸術文化センター）
- 「神の道化師」ジョバンニ（聖学院大学）[4]

### テレビ
- 「おやかまっさん」（KBS京都）2017年 - 2019年

### ラジオ
- 「三上公也の朝は恋人」（ラジオ関西）2020年[5]
- 「原田伸郎のびのび金ようび」（ラジオ関西）2020年[6]
- 「笑福亭瓶吾と愉快な仲間たち」（FM宝塚）2024年
- 「宝塚とシャンソンの熱～い関係」（FM宝塚）2024年